# Tramwaje w Hermosillo
Tramwaje w Hermosillo − zlikwidowany system komunikacji tramwajowej w meksykańskim mieście Hermosillo.

## Historia
31 lipca 1900 wydano zgodę spółce Compañía de Tranvías de Hermosillo na budowę sieci tramwajowej w Hermosillo. Otwarta wkrótce sieć nie była długo eksploatowana. Data likwidacji systemu nie jest znana. 